# L'Idéal
Pour l’article homonyme, voir L'Idéal (poème).
Pour plus de détails, voir Fiche technique et Distribution.
L'Idéal est un film français réalisé par Frédéric Beigbeder, sorti en 2016. Le réalisateur adapte ici son propre roman, Au secours pardon, publié en 2007. C'est aussi une suite du film 99 francs (2007) qui adaptait le roman du même nom (2000) auquel Au secours pardon faisait suite.

## Synopsis
Après avoir quitté la publicité, Octave Parango s'est reconverti dans le "model scouting" en Russie. Cet hédoniste cynique virevolte entre bras de jeunes mannequins russes et jets privés de ses amis oligarques... jusqu'au jour où il est contacté par L'Idéal, la première entreprise cosmétique mondiale, secouée par un gigantesque scandale médiatique.
La dirigeante lui donne sept jours pour trouver une nouvelle égérie en sillonnant les confins de la Russie post-communiste, sous les ordres de Valentine Winfeld, une directrice visuelle sèche et autoritaire.

## Fiche technique
- Réalisation : Frédéric Beigbeder
- Scénario : Frédéric Beigbeder, Nicolas Charlet, Bruno Lavaine, Yann Le Gal et Thierry Gouraud, d’après le roman de Frédéric Beigbeder Au secours pardon
- Photographie : Gilles Porte
- Montage : Dorian Rigal-Ansous
- Décors : Stanislas Reydellet
- Costumes : Nadia Chmilewsky
- Producteur : Alain Goldman
- Société de production : Légende Films
- Distribution : Légende Distribution
- Pays d'origine :  France
- Langue originale : français
- Format : couleur
- Genre : comédie
- Durée : 90 minutes
- Dates de sortie[1] : 
  - France : 15 juin 2016

## Distribution
- Gaspard Proust : Octave Parango
- Audrey Fleurot : Valentine Winfeld
- Jonathan Lambert : Carine Wang
- Anamaria Vartolomei : Lena
- Nikolett Barabas : Olga
- Camille Rowe : Monica Pynchon
- Alexandrina Turcan : Anastasia
- Alexeï Gouskov : Sacha
- Tom Audenaert : Igor
- Olivier Broche : Bernard Moulard
- Anthony Sonigo : Jérémie Billancourt
- Victoria Olloqui : Victoria, assistante de Valentine
- Jérôme Niel : le policier
- Charlène Perillat : Oulyana
- Marine Paquet : Esperanza
- Nancy Tate : la journaliste CNN
- Mark Lakatos : le photographe
- Xavier Alcan : le coordinateur War Room
- Pierre Samuel : Ludovic (réunion War Room)
- Klement André : Octave enfant
- Sara Mortensen : une top model suédoise
- Frédéric Beigbeder : un ami d'Igor

## Production

### Genèse et développement
En 2007, le film 99 francs de Jan Kounen, adapté du roman du même nom de Frédéric Beigbeder, sort au cinéma. Octave Parango y est incarné par Jean Dujardin. En 2007, Frédéric Beigbeder publie la suite de son roman, Au secours pardon. Jan Kounen tente ensuite de mettre en place une adaptation, avec Jean Dujardin dans le rôle principal. Cependant, le projet, intitulé 99 roubles, ne se concrétisera pas. En mai 2015, il est finalement annoncé que le projet est relancé avec Frédéric Beigbeder lui-même à la réalisation. Le film est renommé L'Idéal.
Frédéric Beigbeder revendique l'influence de Jean Yanne sur son film, satire de la publicité et du monde de la mode[réf. souhaitée].

### Attribution des rôles
Frédéric Beigbeder retrouve Gaspard Proust, qu'il avait dirigé dans sa première réalisation L'amour dure trois ans.